# Münsterbusch
Münsterbusch is een plaats in de Duitse gemeente Stolberg (Rheinland), deelstaat Noordrijn-Westfalen, en telt 7000 inwoners.
Münsterbusch ligt op een hoogte van 230 meter tussen het dal van de Inde en dat van de Vichtbach. In het westen ligt het Brander Wald, met militair oefenterrein en het natuurgebied Münsterbach, een historische naam voor de Inde. In het verleden behoorde Münsterbusch tot de Abdij van Kornelimünster, waar in 1794 een einde aan kwam. Vervolgens behoorde het tot de gemeente Büsbach. Het gebied was tot begin 19e eeuw onbebouwd en heette toen Münsterkohlberg. Er werd namelijk, zeker al vanaf begin 16e eeuw, steenkool gewonnen. In 1830 werd de concessie overgenomen door James Cockerill, en de Grube James heeft tot 1891 dienst gedaan om in de energiebehoefte van de nabijgelegen Zinkfabriek en Loodfabriek te voorzien. In 1935 werd Münsterbusch, samen met Büsbach, geannexeerd door Stolberg.

## Bezienswaardigheden
- Naturschutsgebiet Münsterbach, onderdeel van het Brander Wald.
- Museum Zinkhütter Hof, industrieel monument met onder meer oude machines, zinken en messing voorwerpen en gereedschappen.
- Hart van Jezuskerk, neoromaanse bakstenen kerk.
- Buschmühle, watermolen.

## Nabijgelegen kernen
Liester, Büsbach, Atsch, Forst